# A-132
La A-132 es una carretera de titularidad autonómica del Gobierno de Aragón (España) que une Huesca con Puente la Reina de Jaca a través de Ayerbe y Murillo de Gállego, antiguamente era la N-240, que fue virtualmente desviada compartiendo recorrido con la N-330 hasta Jaca. Pertenece a la Red Básica de carreteras autonómicas. Tiene una longitud aproximadamente de 70 km.

## Recorrido
Pasa por las localidades de Huesca, Alerre, Chimillas, Esquedas, Plasencia del Monte, Quinzano, Fontellas, Ayerbe, Concilio, Murillo de Gállego, Carcavilla, Santa María de la Peña, Salinas de Jaca, Villalangua, Bailo y Puente la Reina de Jaca.

## Denominaciones
- N-240  (1940-años 1990)
- C-125  (años 1990)
- A-132  (1999-Act.)